# DoU
「DoU」（ドウ）は、w-inds.の楽曲。42枚目のシングルとして2020年1月22日にポニーキャニオンから発売された。

## 概要
本作は橘慶太セルフプロデュース楽曲第5弾。前作『Get Down』以来約半年ぶりのシングルで、初回盤（CD+DVD）、通常盤（CDのみ）の全2形態で発売された。
表題曲「DoU」は、2020年1月5日に台湾・新北市新荘體育館にて開催された『w-inds. LIVE TOUR 2019 “Future/Past” in TAIPEI』で初披露され、同日21時にはYouTube上でMVが公開された。
通常盤に収録されているSKY-HIとのコラボレーション楽曲「We Don't Need To Talk Anymore Remix feat.SKY-HI」は、2019年10月20日に豊洲PITにて開催されたw-inds.主催のフェス『w-inds. Fes ADSR 2019 –Attitude Dance Sing Rhythm-』にて初披露された。

## 制作
DoU
前述の『Future/Past』ツアー中に、橘がスタッフと「『Get Down』の延長線上は違うよね」「w-inds.らしいダンスナンバーがいいけど、真新しさも欲しい」などの話をした上で、「日本っぽさ」を意識して制作したという。「DoU」というタイトルは、「Do U? (=Do You?)」と「どうしたい？」を掛けて名づけられ、「DoUしたい？」というフレーズが「DoU」とカップリング曲「CANDY」の歌詞に入っている。
CANDY
アイドルオタクの女子高生の目線で制作された楽曲。橘は「アイドルの笑顔を見て、”ヤバイヤバイヤバイ”ってなってる人」や「見つめられて“ヤバイヤバイヤバイ”って言ってる子」、「アイドルのゴシップを聴いて不安になっても、『私は絶対にそんなことないと思ってる』って信じてる子」をイメージして制作したという。
We Don't Need To Talk Anymore Remix feat.SKY-HI
2017年に開催された「We Don't Need To Talk Anymore」のリミックスコンテストの際、SKY-HIが「俺、この曲のラップ考えたわ。イメージがあるから俺もやるわ」と言っていたが、完成しないまま前述の『w-inds. Fes』の開催が決まり、w-inds.とコラボレーションすることとなる。しかし本番3日前になっても完成せず、千葉涼平によると、同曲のラップを初めて聴いたのは本番当日のリハーサル中だったという。

## ミュージック・ビデオ
DoU
監督: 新保拓人
ダウンタウンにある小さな車の修理工場が舞台となっており、車の修理に来た美女に橘扮する修理工が一目惚れをするというミュージカルテイストのMVになっている。MV内ではメンバーやダンサーも修理工として出演しているほか、12個の「隠れw-inds.」が潜んでいる。

## 収録内容
CD #3、#6は通常盤と配信のみ。出典: 
| #         | タイトル                                              | 作詞           | 作曲                    | 時間  |
| --------- | ----------------------------------------------------- | -------------- | ----------------------- | ----- |
| 1.        | 「DoU」                                               | 橘慶太         | 橘慶太、JUNE            | 3:25  |
| 2.        | 「CANDY」                                             | 橘慶太         | 橘慶太、Sebastian Thott | 2:54  |
| 3.        | 「We Don't Need To Talk Anymore Remix feat.SKY-HI」   | 橘慶太、SKY-HI | 橘慶太                  | 3:17  |
| 4.        | 「DoU」(Instrumental)                                 | 橘慶太         | 橘慶太、JUNE            | 3:25  |
| 5.        | 「CANDY」(Instrumental)                               | 橘慶太         | 橘慶太、Sebastian Thott | 2:54  |
| 6.        | 「We Don't Need To Talk Anymore Remix」(Instrumental) | 橘慶太、SKY-HI | 橘慶太                  | 3:15  |
| 合計時間: | 合計時間:                                             | 合計時間:      | 合計時間:               | 19:10 |

| #  | タイトル                      | 作詞 | 作曲・編曲 |
| -- | ----------------------------- | ---- | ---------- |
| 1. | 「DoU」(Music Video)          |      |            |
| 2. | 「Making of DoU Music Video」 |      |            |